# Константіно Ноя
Константі́но Хе́сус Но́я (ісп. Constantino Jesús Noya) — болівійський футболіст, що грав на позиції півзахисника, зокрема, за клуб «Оруро Рояль», а також національну збірну Болівії.

## Клубна кар'єра
Грав за команду «Оруро Рояль» з міста Оруро. 

## Виступи за збірну
Був у заявці на чемпіонату світу 1930 року в Уругваї, однак на поле не виходив. Про участь в інших матчах збірної наразі невідомо.